# Dado Coletti

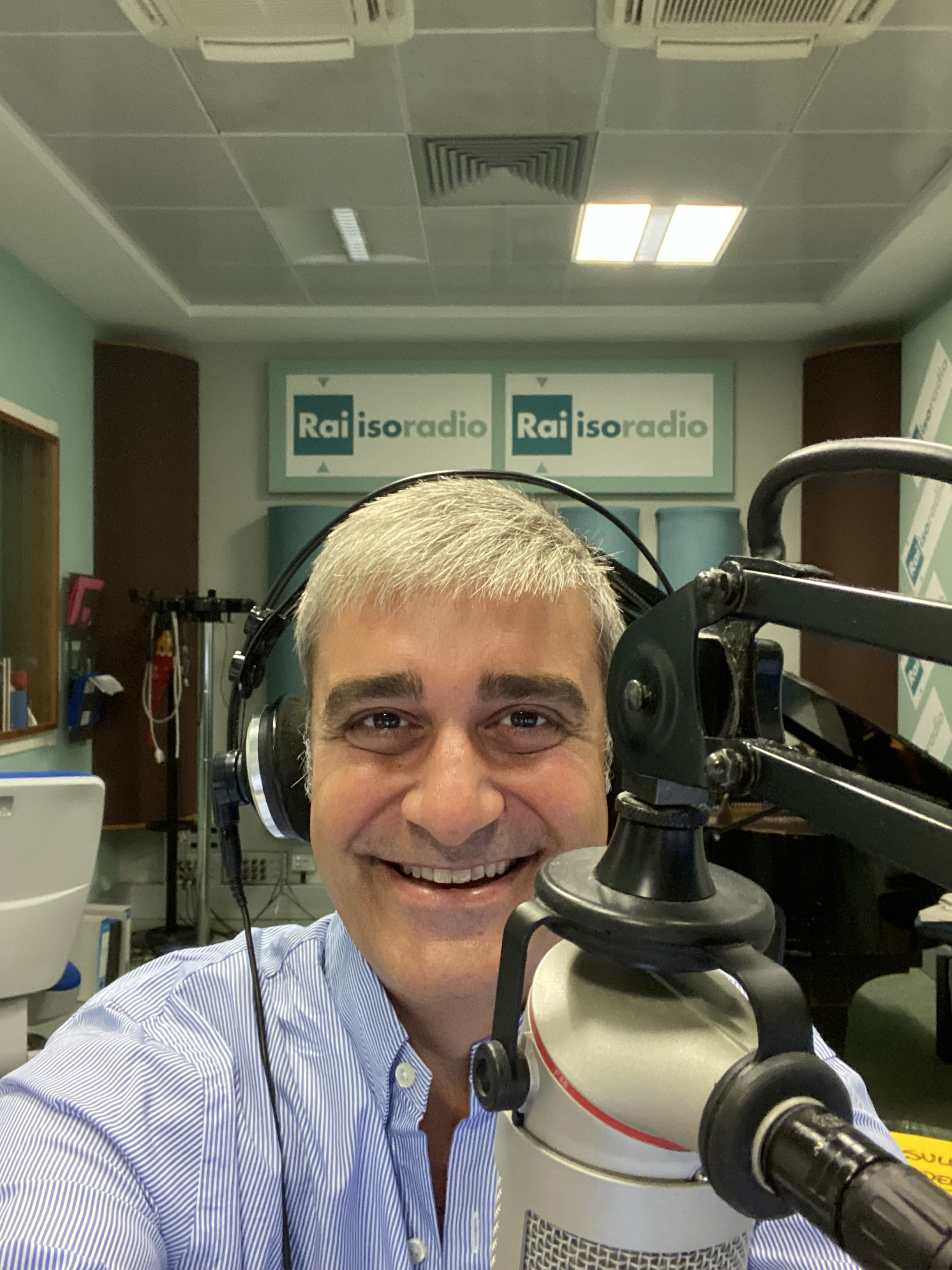
Dado Coletti, 2021

Dado Coletti (* 27. August 1974 in Rom als Riccardo Broccoletti) ist ein italienischer Fernsehmoderator, Filmschauspieler und Synchronsprecher.

## Biografie
Coletti studierte an der Schule von Enzo Garinei und gab sein Debüt als Schauspieler am Teatro Sistina in Rom. Um seine Studien fortzusetzen, besuchte er Kurse in Pantomime und Synchronisation. Er ist ein Protagonist des italienischen Kinderfernsehens. Von 1991 bis 1994 arbeitete er für Disney Club. Von 1998 bis 1998 moderierte er wieder an der Seite der Fernsehmoderatorin Francesca Barberini (* 1972) den Disney Club. 1999 moderierte er auf Rai 1 die Fernsehsendung Big!.
1999 hatte er sein erstes Engagement als Fernsehschauspieler in Morte di una ragazza perbene, Regie Luigi Perelli. Derzeit ist er Radiomoderator bei Rai Isoradio.

## Moderationen
- 1991–1993: Big! (Rai 1)[4]
- 1994–1999: Disney Club (Rai 1)
- 2000–2002: Sereno variabile (Rai 2) – Co-Moderator

## Filmografie
- I laureati (1995)
- Morte di una ragazza perbene,  Fernsehfilm (1999)
- South Kensington (2001)
- My Life with Stars and Stripes (2003)
- Buongiorno, Mamma!,  Fernsehfilm (2021)